# ロッシリオーネ
ロッシリオーネ(イタリア語: Rossiglione)は、イタリア共和国リグーリア州ジェノヴァ県にある、人口約2,700人の基礎自治体（コムーネ）。

## 地理

### 位置・広がり

#### 隣接コムーネ
隣接するコムーネは以下の通り。括弧内のALはアレッサンドリア県所属を示す。
- ベルフォルテ・モンフェッラート (AL)
- ボージオ (AL)
- カンポ・リーグレ
- モラーレ (AL)
- オヴァーダ (AL)
- タリオーロ・モンフェッラート (AL)
- ティリエート

### 地震分類
イタリアの地震リスク階級 (it) では、3 に分類される
。